# Euglossa williamsi
Euglossa williamsi is een vliesvleugelig insect uit de familie bijen en hommels (Apidae). 
De bij wordt 1 centimeter lang en is blauw en groen van kleur met metaalglans. De soort is waargenomen in Ecuador en Peru.